# Semicossyphus pulcher
O bodião-gigante-da-Califórnia (Semicossyphus pulcher) é um peixe do género Semicossyphus. Este grande bodião, que frequenta áreas rochosas no leito oceânico, em especial onde existam algas-castanhas, pode viver 50 anos. As populações declinaram e os grandes machos mchos são hoje raros, devido à pesca e à destruição dos habitats. As fêmeas passam a machos quando atingem 30 cm de comprimento, são hermafroditas. Caninos fortes dão a este peixe um aspecto feroz.